# Nada Puttar-Gold
Nada Puttar-Gold (Varaždin, 5. studenog 1923. – Zabok, 28. ožujka 2017.), hrvatska mezzosopranistica.

## Životopis
Nada Puttar-Gold rođena je u Varaždinu istog 5. studenoga 1923. kao i Biserka Cvejić i s njom dijeli prvo mezzosopransko mjesto u višedesetljetnoj povijesti Splitskog ljeta. Zajednička im je bila Amneris na Peristilu koje su bile nenadmašne kraljice, Biserka Cvejić dodala je Dalilu, Nada Puttar-Gold Orfeja. Nada Puttar-Gold je najprije učila glasovir. a zatim se posvetila pjevanju. Bila je đak Lava Vrbanića. Debitirala je 1949. kao Vanja u Glinkinu Ivanu Susanjinu i odmah angažirana.
Godine 1951. osvojila je Prvu nagradu na Međunarodnom pjevačkom natjecanju u Verviersu. Jedan kritički osvrt pun superlativa o njezinu glasu završava riječima Kakav talent, kakva tehnika, kakva škola! I doista, njezin snažan pastozan glas ujednačen u velikom opsegu i volumenu, s dubinama alta i visinama dramskoga soprana zacijelo je najveličanstveniji hrvatski mezzosopran. Savršena muzikalnost i suverena pjevačka tehnika, velika izdržljivost i pouzdanost te lijep scenski izgled, koji je krasio gotovo sve naše velike mezzosopranistice, omogućili su joj da ostvari za mezzosopran golem repertoar od šezdesetak uloga u rasponu od Didone u operi Didona i Eneja Henryja Purcella do Crkvenjarke u Jenufi i Santuzze u Cavalleriji rusticani, i oko dvije tisuće nastupa. Teško je reći jesu li joj bolje pristajali Verdijevi, Wagnerovi ili Straussovi likovi, uloge u francuskom ili slavenskom repertoaru, nastupi u operi ili na koncertu.
Od 1957. do 1961. bila je članica Gradske opere u Berlinu, a od 1961. do 1966. Državne opere u Frankfurtu. Nastupala je u Bečkoj državnoj operi. U zagrebački se angažman vratila 1966. i ostala u njemu do 1979. godine. Još za vrijeme karijere počela se baviti pedagoškim radom, prvo u Glazbenoj školi Vatroslava Lisinskog, a potom 28 godina na Muzičkoj akademiji u Zagrebu.
Dobitnica je niza priznanja, među ostalim Nagrade Milka Trnina 1966. godine, Nagrade Vladimir Nazor za životno djelo 1992. godine i Nagrade hrvatskoga glumišta za svekoliko umjetničko djelovanje 2010./2011. godine. Dobitnica je triju odličja predsjednika Republike (Franje Tuđmana, Stipe Mesića i Ive Josipovića).
Preminula je u Općoj bolnici Zabok, a sahranjena na Varaždinskom groblju 31. ožujka 2017. godine.

## Vanjske poveznice
- Hrvatska enciklopedija: Puttar-Gold, Nada
- Proleksis enciklopedija: Puttar-Gold, Nada
- www.jutarnji.hr – Primadona trajnog sjaja
- Klasika.hr – Marija barbieri: " Raskošan glas i kraljevski stas"  Arhivirana inačica izvorne stranice od 12. lipnja 2018. (Wayback Machine)
- www.telegram.hr – Boris Homovec: "Ovaj tjedan otišla je legendarna primadona Nada Puttar Gold, a mi podsjećamo na njezin filmski život"
- Nada Puttar-Gold na Discogsu